# Gordon Scott

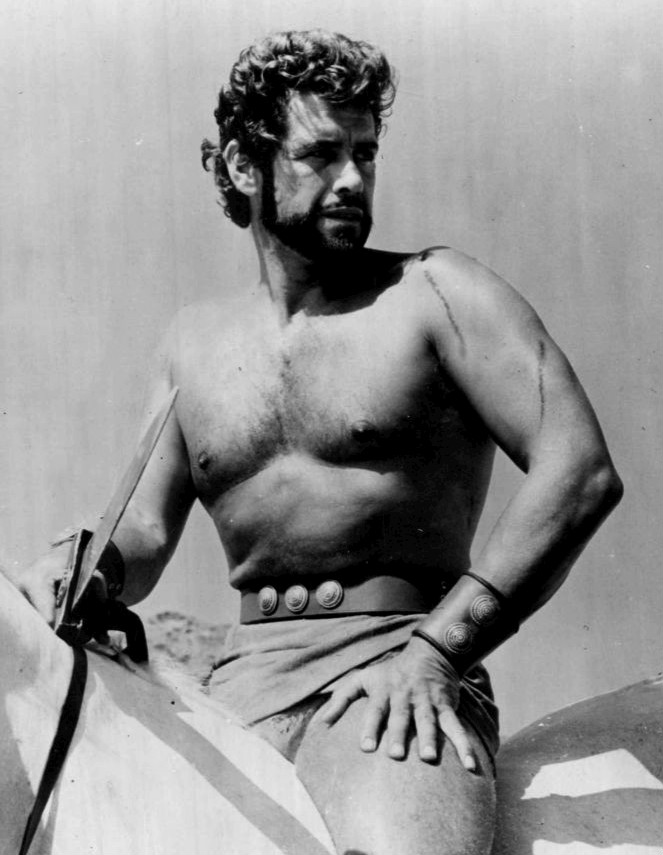
Gordon Scott v roli Herkula

Gordon Scott (vlastním jménem Gordon Merrill Werschkul, 3. srpna 1926, Portland — 30. dubna 2007, Baltimore) byl americký herec a kulturista.
Během studia na University of Oregon narukoval do armády a působil jako výcvikový instruktor, vynikal v zápase i střelbě. Po demobilizaci pracoval jako hasič a kovboj, později dělal plavčíka v Las Vegas, kde si mimořádně urostlého mladíka (měřil 191 cm, měl obvod hrudníku 135 cm a obvod bicepsu 47 cm) všimli filmaři a obsadili jej do role Tarzana. Jeho filmovou i životní partnerkou byla Vera Milesová. V roce 1961 odešel do Itálie a účinkoval ve filmech žánru peplum (nazvaného podle typického oděvu peplos): akčních velkofilmech s antickými náměty. Ve filmu Romulus a Remus hrál jednoho ze zakladatelů Říma po boku dalšího kulturisty Steve Reevese. Objevil se také ve válečné komedii Sergia Corbucciho Nejkratší den.

## Filmografie
- 1955 Tarzan's Hidden Jungle
- 1957 Tarzan and the Lost Safari
- 1958 Tarzan and the Trappers
- 1958 Tarzan's Fight for Life
- 1959 Tarzanovo největší dobrodružství
- 1960 Tarzan the Magnificent
- 1961 Romulus a Remus
- 1962 Il Gladiatore di Roma
- 1963 Goliath e la schiava ribelle
- 1963 Moloch
- 1963 Nejkratší den
- 1963 Zorro a tři mušketýři
- 1964 Římský kolos
- 1965 Hercules and the Princess of Troy
- 1965 Buffalo Bill: Hrdina divokého západu